# Éric-Emmanuel Schmitt

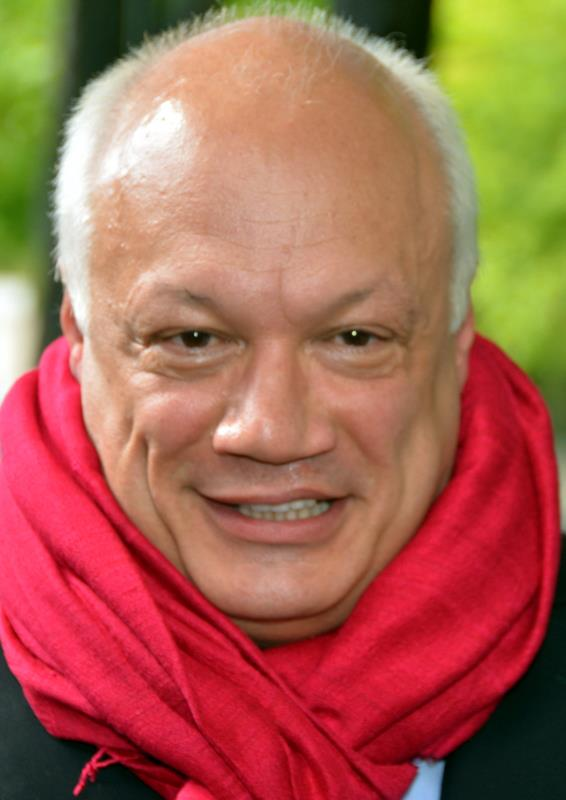
Éric-Emmanuel Schmitt (2013)

Éric-Emmanuel Schmitt (* 28. März 1960 in Sainte-Foy-lès-Lyon) ist ein französischer und belgischer Romancier, Dramatiker und Filmregisseur.

## Leben
Schmitt ist elsässischer Abstammung. Seine Eltern waren beide Sportlehrer, sein Vater französischer Boxmeister und seine Mutter Laufsportlerin. Aufgewachsen mit der atheistischen Grundeinstellung seiner Eltern, bekannte sich Schmitt nach Jahren als Agnostiker zum Christentum. In Lyon ließ er sich als Pianist ausbilden.
Er studierte an der École normale supérieure in Paris (1980–1985) und promovierte in Philosophie. Sein Dissertationsthema war Diderot und die Metaphysik. Er unterrichtete drei Jahre lang in Cherbourg und an der Universität in Chambéry.
Zunächst wurde Schmitt als Theaterautor bekannt. Sein Debüt, La nuit de Valognes, wurde 1991/1992 auf Bühnen in Frankreich wie auch im Ausland gespielt. Erfolgreich wurde er mit seinem zweiten Stück, Le Visiteur, für das er 1993 mit dem Theaterpreis Molière für den besten Autor sowie 1994 mit demselben Preis für das beste Schauspiel ausgezeichnet wurde.
Die darauf folgenden Jahre schrieb er die Theaterstücke Golden Joe (1995), Variations énigmatiques (1996), Le Libertin (1997), Milarepa (1997), Frédérick ou le boulevard du crime (1998), Hôtel des deux mondes (1999), Monsieur Ibrahim et les fleurs du Coran (1999).
In Golden Joe geht es um die zynischen Lebenseinstellungen von Leuten aus der Wirtschaft. In Variations énigmatiques lässt der Autor zwei sehr unterschiedliche Männer über ihre Einstellungen zum Leben und zur Liebe diskutieren. Beide haben, wie sich herausstellt, dieselbe Frau geliebt. Le Libertin handelt bezeichnenderweise von Diderot und wurde im Jahr 2000 verfilmt.
Schmitt erhielt 2001 den „Grand Prix du Théâtre“ der Académie française. Seine Werke wurden in 35 Ländern aufgeführt und in mehrere Sprachen übersetzt. Die Stücke zeigen Einflüsse von Samuel Beckett, Jean Anouilh und Paul Claudel.
Neben Theaterstücken hat Schmitt die Romane und Erzählungen Die Schule der Egoisten, Oskar und die Dame in Rosa, Das Evangelium nach Pilatus, Das Kind von Noah, Mein Leben mit Mozart und Monsieur Ibrahim und die Blumen des Koran verfasst. Das Buch Monsieur Ibrahim und die Blumen des Koran wurde 2003 unter der Regie von François Dupeyron mit Omar Sharif in der Hauptrolle verfilmt und 2004 mit dem Deutschen Bücherpreis ausgezeichnet.
Einen wichtigen Platz in E. E. Schmitts Werken nehmen die Weltreligionen ein. In seinem mehrteiligen Cycle de l’invisible bemüht sich Schmitt um eine Annäherung der Religionen und Kulturen. Milarepa ist der erste Band dieser Reihe und stellt den tibetischen Buddhismus dar. Dessen Fortsetzung Monsieur Ibrahim und die Blumen des Koran widmet Schmitt dem Sufismus, einer mystischen Richtung des Islam, den er auf das Judentum treffen lässt. Oscar und die Dame in Rosa thematisiert das Christentum; mit Das Kind von Noah, einem Vergleich von Judentum und Christentum, setzt Schmitt die Reihe fort. Die weiteren Bände dieser Reihe sind: Vom Sumo, der nicht dick werden konnte, Die zehn Kinder, die Frau Ming nie hatte, Madame Pylinska und das Geheimnis von Chopin und Felix und die Quelle des Lebens.
2001 erschien Schmitts Roman La Part de l’autre (deutsch: Adolf H. Zwei Leben, 2008). Dieser Alternativwelt-Roman (kontrafaktische Geschichte) beschreibt zwei unterschiedliche Lebenswege Adolf Hitlers, die parallel laufen. Schmitt erzählt in einer Version das tatsächliche Leben Hitlers, in der anderen wird dieser 1908 nicht an der Wiener Kunstakademie abgelehnt, sondern aufgenommen. Somit wird er auch nicht zum Diktator.
2009 führte Schmitt bei der Verfilmung seines Romans Oscar und die Dame in Rosa Regie. Die Universität Koblenz-Landau zeichnete ihn im Januar 2014 mit der Poetik Dozentur aus.
Éric-Emmanuel Schmitt lebt heute, nachdem er auch in Paris und Irland gewohnt hatte, in Brüssel und besitzt seit 2008 neben der französischen die belgische Staatsbürgerschaft.

## Auszeichnungen (Auswahl)
- 2000: Chevalier de l’ordre des Arts et des Lettres
- 2016: Am 5. Januar 2016 wurde er als Nachfolger von Edmonde Charles-Roux in die Académie Goncourt gewählt.[6]
- 2016: Commandeur des Ordre de la Couronne
- 2019: Chevalier des Ordre national du Québec

## Werke

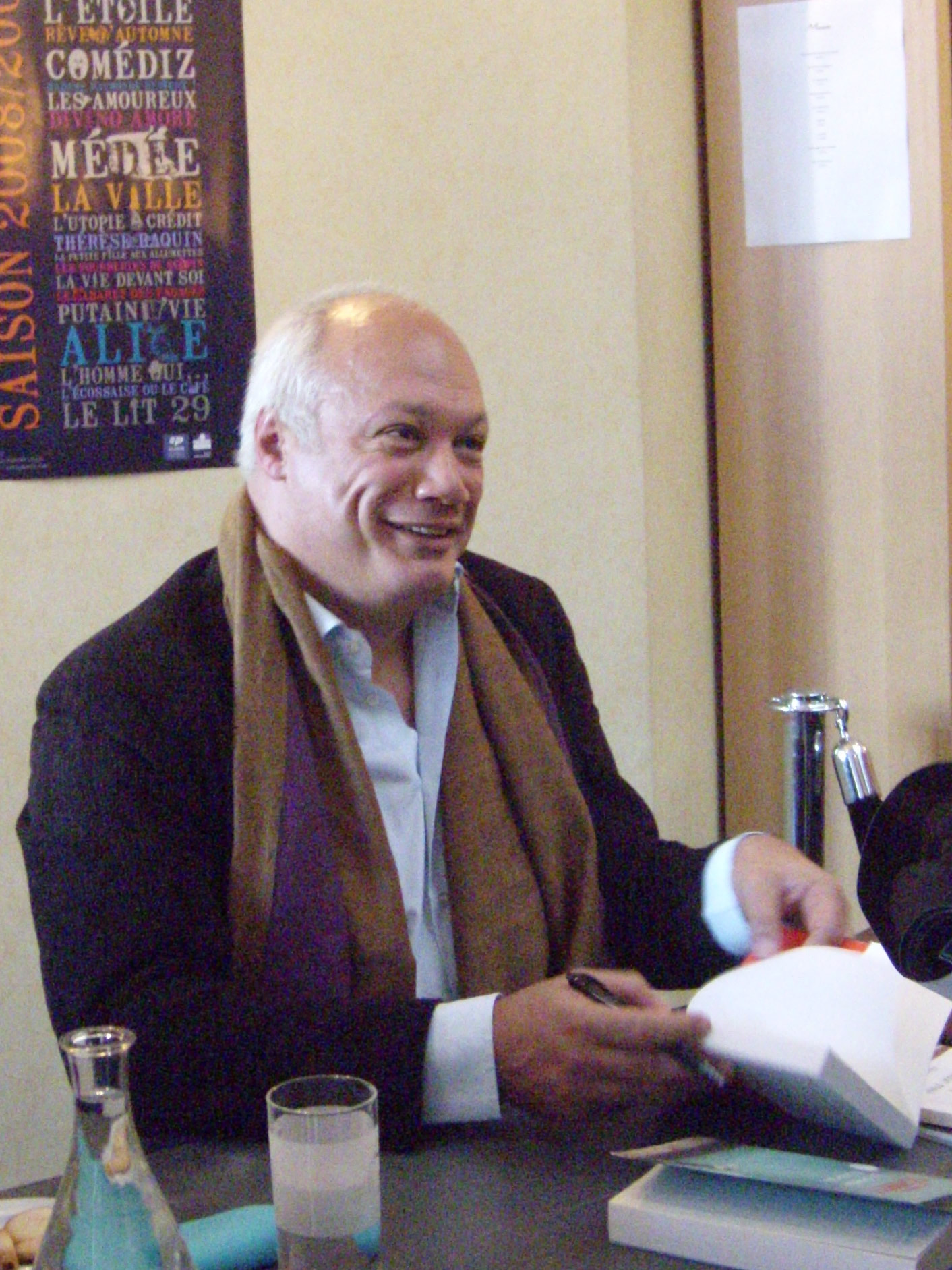
Éric-Emmanuel Schmitt 2008

### Theaterstücke
- La Nuit de Valognes. 1991.
- Der Besucher. (Le Visiteur, 1993). Libelle, Lengwil 1997, ISBN 3-909081-05-3.
- Golden Joe. 1995.
- L’École du diable. 1996.
- Enigma (Variations énigmatiques. 1996). Libelle. (2. verb. Auflage. Lengwil 1999, ISBN 3-909081-06-1)
- Der Freigeist (Le Libertin. 1997). Libelle, Lengwil 1997, ISBN 3-909081-07-X.
- Milarepa. 1997.
- Frédérick ou le boulevard du crime. 1998.
  - Gesammelte Stücke (Frédérick oder Boulevard des Verbrechens/Der Besucher/Der Freigeist/Enigma). Libelle, Lengwil 1999, ISBN 3-909081-04-5.
- Monsieur Ibrahim et les fleurs du Coran. 1999.
- Le Bâillon. 1999.
- Hotel zu den zwei Welten. (Hôtel des deux mondes. 1999). Libelle, Lengwil 2001, ISBN 3-909081-02-9.
- Mille et un jours. 2000.
- Oskar und die Dame in Rosa. (Oscar et la dame rose. 2002)
- Kleine Eheverbrechen. (Petits crimes conjugaux, 2003). Ammann (= Meridiane. 98). Zürich 2006, ISBN 978-3-250-60098-5.
- Mes Évangiles:
  - L’Évangile selon Pilate. 2004.
  - La Nuit des oliviers. 2004.
- Ma vie avec Mozart. 2005.
- La Tectonique des sentiments. 2008.
- Si on recommençait. 2014.

### Prosawerke
- Monsieur Ibrahim und die Blumen des Koran. (Monsieur Ibrahim et les fleurs du Coran. 2001). (= Meridiane. 55). Erzählung. dt. von Annette und Paul Bäcker. Ammann Verlag, Zürich 2003 ISBN 978-3-596-16117-1 (Platz 1 der Spiegel-Bestsellerliste vom 12. bis zum 18. Mai und vom 2. bis zum 8. Juni 2003)
- Oskar und die Dame in Rosa. (Oscar et la dame rose. 2002). (= Meridiane. 57). Erzählung. dt. von Annette und Paul Bäcker. Ammann Verlag, Zürich 2003, ISBN 978-3-596-50987-4
- Die Schule der Egoisten. (La Secte des égoïstes. 1994). (= Meridiane. 61). Roman. dt. von Inés Koebel. Ammann Verlag, Zürich 2004, ISBN 978-3-596-16960-3
- Das Kind von Noah. (L’Enfant de Noé. 2004). Erzählung. dt. von Inés Koebel. Ammann Verlag (= Meridiane. 76). Zürich 2004, ISBN 978-3-596-51131-0
- Das Evangelium nach Pilatus. (L’Évangile selon Pilate. 2000). (= Meridiane. 64). Roman. dt. von Brigitte Große. Ammann Verlag, Zürich 2005, ISBN 978-3-596-17400-3
- Milarepa. Erzählung (Milarepa. 1997). (= Meridiane. 99). dt. von Inés Koebel. Ammann Verlag, Zürich 2006, ISBN 978-3-596-17701-1
- Odette Toulemonde und andere Geschichten. (Odette Toulemonde et autres histoires. 2006). (= Meridiane. 108). dt. von Inés Koebel. Ammann Verlag, Zürich 2007, ISBN 978-3-596-17756-1
- Adolf H. Zwei Leben. (La Part de l’autre. 2001). (= Meridiane. 107). Roman. dt. von Klaus Laabs. Ammann Verlag, Zürich 2008, ISBN 978-3-596-18457-6
- Als ich ein Kunstwerk war. (L’orsque j’étais une oeuvre d’art. 2002). Roman. dt. von Inés Koebel. Ammann Verlag, Zürich 2009, ISBN 978-3-596-19292-2
- Vom Sumo, der nicht dick werden konnte. (Le sumo qui ne pouvait pas grossir. 2009). (= Meridiane. 137). dt. von Klaus Laabs. Ammann Verlag, Zürich 2010, ISBN 978-3-596-19291-5
- Die Träumerin von Ostende. (La rêveuse d’Ostende. 2007). Erzählungen. dt. von Inés Koebel. Fischer Verlag, Frankfurt 2011, ISBN 978-3-596-19118-5
- Die Frau im Spiegel. (La femme au miroir. 2011). Roman. dt. von Marlene Frucht. Fischer Verlag, Frankfurt am Main 2012, ISBN 978-3-596-19556-5
- Odysseus aus Bagdad. (Ulysse from Bagdad. 2008). Roman. dt. von Marlene Frucht. Fischer Verlag, Frankfurt am Main 2015, ISBN 978-3-596-19266-3
- Die Rache der Vergebung : Erzählungen (La vengeance du pardon., 2017). Übersetzung Marlene Frucht. S. Fischer, Frankfurt am Main 2018, ISBN 978-3-10-397384-6
- Die zehn Kinder, die Frau Ming nie hatte (Les Dix Enfants que madame Ming n'a jamais eus, 2012), Übersetzung Marlene Frucht, Fischer 2019, ISBN 978-3-596-19817-7
- Felix und die Quelle des Lebens (Félix et la Source invisible, 2019), Übersetzung Michael von Killisch-Horn, Penguin Verlag München 2021, ISBN 978-3-328-10780-4
- Madame Pylinska und das Geheimnis von Chopin (Madame Pylinska et le Secret de Chopin, 2018). Übersetzung Michael von Killisch-Horn, C. Bertelsmann 2021, ISBN 978-3-570-10403-3 (Preis des Europäischen Buches 2018)
- La Traversée des temps, 2 Bände (Paradis perdus, La porte de ciel), Albin Michel, 2022, ISBN 978-2-253-10674-6 und ISBN 978-2-226-45023-4

### Essays
- Diderot ou la philosophie de la séduction, 1997
- Mein Leben mit Mozart, dt. von Inés Koebel. Mit einer Audio-CD (Ma vie avec Mozart, 2005). (= Meridiane. 85). Ammann, Zürich 2005

## Filmografie (Auswahl)
Literarische Vorlage und Drehbuch
- 2000: Liebeslust und Freiheit (Le Libertin) – Regie: Gabriel Aghion
- 2003: Die Unbekannte aus der Seine (Aurélien) (TV-Film) – Regie: Arnaud Sélignac
- 2003: Gefährliche Liebschaften (Les Liaisons dangereuses) (TV-Miniserie) – Regie: Josée Dayan
- 2003: Monsieur Ibrahim und die Blumen des Koran (Monsieur Ibrahim et les fleurs du Coran) – Regie: François Dupeyron
- 2005: Enigma – Eine uneingestandene Liebe (TV-Film) – Regie: Volker Schlöndorff
- 2007: Odette Toulemonde – auch Regie
- 2009: Oskar und die Dame in Rosa (Oscar et la dame rose) – auch Regie
- 2023: Kleine Eheverbrechen (TV-Film) – Regie: Christian Werner